# Львов Феодосій Іванович
Феодосій Іванович Львов (1900, місто Катеринослав, тепер місто Дніпро — 5 лютого 1951, Нижньодніпровськ, тепер частина міста Дніпра Дніпропетровської області) — український радянський діяч, начальник механічного цеху, новатор виробництва. Герой Соціалістичної Праці (1943). Депутат Верховної Ради УРСР 2-го скликання.

## Біографія
Народився у родині робітника Івана Львова, який помер у 1906 році. Закінчив чотири класи початкової школи. Трудову діяльність розпочав учнем слюсаря, помічником шофера трубопрокатного заводу «Шодуар» в місті Катеринославі.
У 1919 — 1921 р. — слюсар паровозного депо станції Катеринослав.
З 1921 року — слюсар, агент з постачання матеріалів на вагоноремонтний завод станції Нижньодніпровськ.
Член ВКП(б) з 1924 року.
У 1929 — 1930 р. — агітатор-пропагандист партійного комітету Нижньодніпровських вагонних майстерень. Потім працював слюсарем, начальником механічного цеху № 11 Нижньодніпровського вагоноремонтного заводу Дніпропетровської області.
У 1941 році був евакуйований у східні райони СРСР. У 1941 — 1945 р. — начальник механічного цеху № 1 Барнаульського вагоноремонтного заводу імені Кірова Алтайського краю РРФСР.
У 1945 році повернувся у Нижньодніпровськ (передмістя Дніпропетровська) і до 1951 року працював начальником механічного цеху № 1, начальником відділу кадрів, старшим інспектором із підготовки робітничих кадрів Нижньодніпровського вагоноремонтного заводу імені Кірова Дніпропетровської області.
Помер після важкої хвороби.

## Нагороди
- Герой Соціалістичної Праці (5.11.1943)
- орден Леніна (5.11.1943)
- орден Трудового Червоного Прапора (1949)
- ордени
- медалі